# Semiothisa cydica
Semiothisa cydica là một loài bướm đêm trong họ Geometridae.